# Beaune Handball
Dernière mise à jour : 31 août 2020.
Le Beaune Handball, fondé en 1958 sous le nom de Société d’Émulation Beaunoise ou SEB, est un club de handball français basé à Beaune (Côte-d'Or) en Bourgogne. 
Pour la saison 2020/21, la section masculine évolue en Nationale 1 (3e division nationale) et la section féminine en Nationale 2 (4e division nationale).

## Histoire
Le club est créé en 1958 par Maurice Mandin. Le club accède en « Excellence Nationale » en 1963, puis en Nationale 2 (actuelle D2) en 1968. 
En 1980, après douze saisons en Nationale 2 et plusieurs barrages d'accession perdus, le club s'impose face au Thonon AC en match de barrage et accède enfin en Nationale 1 (actuelle D1). Pour sa première saison, il devient le 8e club français, mais redescend en Nationale 2 en 1983. En 1984, le club atteint la demi-finale de Nationale 2, mais n'est pas promu en Nationale 1 à la suite de la création de la Nationale 1B. 
La SEB descend en Nationale 2 en 1988. Après une 3e place en 1989, le club participe aux barrages d'accession en « Nationale 1 » après avoir fini 2e en 1990. Le club, alors présidé par Jean-Claude Maire et entraîné par Michel Piot et Michel Goutard, possède 150 licenciés. La SEB est vainqueur du Challenge de France cette même année. Le club est en haut du classement entre 1991 et 1993 en « Nationale 2 » (deux fois 2e et une fois 4e). La SEB joue en Nationale 1 Fédérale entre 1994 et 1999 (8e en 1994, 9e en 1995, 5e en 1996, 7e en 1997 et 8e en 1998 et 1999). Avec la modification du championnat de France (création de 2 poules d'élite, Division 1 et Division 2 et aussi de 3 poules nationales (La Nationale 1, la Nationale 2 et la Nationale 3. Le club est versé dans une poule de Nationale 3 en 1999. Après une 2e place en 2000, la SEB monte en Nationale 2. Le club évolue trois saisons en « Nationale 2 » (8e en 2001, 10e en 2002 et 12e en 2003 avec une relégation en « Nationale 3 »). La SEB finit 2e et remonte en « Nationale 2 » par le biais  d'un barrage d'accession (contre Soultz). Le club joue trois saisons dans cette division avec une 7e place en 2005, une 11e place en 2006 et une 13e place synonyme de descente en « Nationale 3 » en 2007. Premier de sa poule dans cette division, la SEB remonte en « Nationale 2 » en 2008 avec également un quart de finale de championnat. En 2010, le club finit 8e de « Nationale 2 » avec aussi une élimination en soixante quatrième de finale de la Coupe de France. 
En juin 2011, les deux clubs Beaunois de handball (le SE Beaune et le HBC Beaune) fusionnent pour créer le Beaune Handball (BHB). Lors de la saison 2013-2014, l'équipe première masculine évolue en Nationale 3, tout comme l'équipe première féminine. En 2017, la section masculine est promue en Nationale 2 et la section féminine en Nationale 3,

## Le club

### Présentation
Le club dispose de nombreuses équipes masculines et féminines de tout âge, de l'école de handball jusqu'à une équipe loisirs (Ecole de handball, -11 ans, -13 ans, -15 ans, -18 ans, seniors). Toutes les équipes sont inscrites au calendrier de la fédération française de handball à des niveaux départementaux, régionaux et nationaux. 
Le BHB organise également des manifestations :
- Saveurs de vignes, une balade gourmande au sein du vignoble Beaunois,
- Le tournoi de Vignoles, un tournoi de handball pendant un week-end dans le parc du château de Vignoles.

### Équipements
Le club évolue dans deux salles : le Complexe sportif Michel Bon et le Gymnase Forum des sports.

### Les couleurs
Les couleurs du club sont le bleu et le blanc.

## Personnalités liées au club
Parmi les personnalités liées au club, on trouve :
- Matthieu Drouhin : joueur de 1987 à 1999
- Léna Grandveau : joueuse formée au club (jusqu'à ses 14 ans), championne du monde en 2023
- Jean-Claude Maire[8]
- Maurice Mandin[9] : créateur du club en 1958